# گلن کوئین
گلن کوئین (به انگلیسی: Glenn Quinn) (زاده ۲۸ مه ۱۹۷۰- درگذشته ۳ دسامبر ۲۰۰۲) بازیگر ایرلندی بود.
از فیلم‌های او می‌توان به فریاد، داستان‌های کمپ آتش، چند دختر و سریال آنجل اشاره کرد.